# Галија
Галија (лат. Gallia, грч. Γαλατία) је историјски назив који су Римљани и њихови савременици користили за подручја западне Европе која отприлике одговарају данашњој Француској, Луксембургу и Белгији, али се понекад под тиме подразумева и долина Поа, западна Швајцарска и делови Холандије и Немачке западно од Рајне. Њени становници су се називали Гали, иако је тај израз у ширем смислу означавао све древне говорнике галског језика (древне варијанте келтског). Овај је језик био широко распрострањен у Европи, али у самој Галији су се говорили посебни језици (укључујући барем аквитански језик и могући белгијски језик).
Гали су под Бреном око 390. п. н. е. поразили Римљане. Нешто касније, године 281. п. н. е. је егејски свет, погођен великом миграцијом Источних Гала који су се појавили у Тракији, северно од Грчке. Још један галски поглавица, такође по имену Брен, је тада тек у последњи тренутак - преплашен муњама и грмљавином - спречен да оскрнави светиште у Делфима. Истовремено се велика миграцијска хорда Келта, око 10.000 ратника, заједно са женама, децом и робовима, кретала кроз Тракију. Три галска племена су тада из Тракије на позив Никомеда I, краља Битиније, прешла у Малу Азију како би му помогла у династијским сукобима. На крају су се населили у Фригији и Кападокији у централној Анадаолији, области која ће по њима добити име Галатија.

## Цисалпијска Галија
Римљани су пре 42. године п. н. е. Цисалпијском Галијом назвали област северне Италије која лежи између Апенина и Алпа, односно „с ове стране (тј. јужно од) Алпа“, за разлику од Трансалпинске Галије, која се налазила „с оне стране (тј. северно од) Алпа“.
Римљани су келтска племена која су упадала у северну Италију назвали Галима. Та племена, која су можда потицала из области горњег тока Дунава, кретала су се према западу у 8. и 7. веку старе ере и око 400. године прешла у северну Италију. Премда су наишли на снажан отпор Венета, који су живели на североистоку Апенинског полуострва, галска су племена ипак дуго пустошила Италију и 390. године п. н. е. чак заузела сам град Рим. Представљали су сталну претњу за италске народе све док у другој половини 3. века, након посебно опасног упада коалиције четири галска племена, Рим није одлучио да отклони претњу анексијом Цисалпијске Галије. То је углавном постигнуто успешним војним походима Римљана у овој области у периоду од 224. до 222. године п. н. е., али је цела област поново била изгубљена с почетком Другог пунског рата, када су се галска племена сврстала уз Ханибала. Цисалпијска Галија поново је дошла под римску власт почетком 2. века п. н. е., а до 150. године п. н. е. у тој је области живело већ веома мало Гала.
Цисалпијска се Галија често називала и Gallia Togata (= „Галија у тоги") након што су је населили Римљани. То је име означавало бројчану надмоћ „оних који носе тогу“ (тогати), тј. Римљана, у односу на галско становништво. Становници који су живели северно од реке Пад, понекад су називани Транспаданцима. Цисалпијску Галију претворио је у провинцију Корнелије Сула 82. године п. н. е. са реком Рубикон као њеном јужном границом према Италији. Године 42. п. н. е. Цисалпијска је Галија инкорпорисана у Италију, а провинцијска управа укинута. Октавијан Август поробио је галска племена у подножју Алпа, чиме су Алпи постали северна граница Италије.

## Трансалпијска Галија

### Келти и Грци
Трансалпијска Галија, дакле „Галија с оне стране (тј. северно од) Алпа“ понекад се означава и једноставно као „Галија“ и односи се отприлике на област данашње Француске. Ту су област заузела келтска племена која су се из области око горњег тока реке Дунава кретала на запад и која су у Галији покорила и асимиловала претходно тамошње становништво познато углавном под именом Лигури. Галија је први додир с медитеранском цивилизацијом остварила када је тамо основана грчка колонија Масилија (данас Марсељ) око 600. године п. н. е. Овај је град постао важан центар хеленистичке културе и цивилизације, која се из њега ширила у дубину копна и дуж обале.
Чак и пре доласка Римљана Гали су били на релативно високом степену цивилизације. Велики део земље већ се обрађивао, узгајала се винова лоза, гајила се стока, а коњима су били обезбеђивани веома квалитетни пашњаци чиме се обезбеђивао високи квалитет галске коњице. Земља је била густо насељена, а везе између појединих насеља и племена одржаване су лако и брзо, захваљујући неколицини добрих путева и мостова. Мрежа речних токова олакшава је трговину, укључујући и трговину с Британијом, одакле се увозио калај. Галима је била позната техника обраде метала, а имали су и властите руднике гвожђа. У Галији је такође цветало грнчарство, а нека племена већ су употребљавала ковани новац. Галија је пре римског освајања била састављена од неколико независних „држава“, од којих су се најмоћније непрестано међусобно сукобљавале око првенства. Ипак, било је и неких покушаја успостављања племенског јединства захваљујући томе што су нека племена била нарочито јака, на пример Арверни, те захваљујући друидима који су често деловали као медијатори између завађених страна. Власт је била аристократска, где су и цивилни и војни вође припадали нобилитету, док су друиди представљали моћну свештеничку групу која је имала и широка судска овлаштења. Друди су били забрањени након што су подигли неуспешан устанак под царем Клаудијем.

### Римљани
Рим се први пут заинтересовао за Трансалпијску Галију због потребе да успостави сигурну копнену везу са својим савезником Сагунтом у Хиспанији. Ту сигурну комуникацију углавном је обезбеђивала Масилија, али у 2. веку п. н. е. овај су град напали прво Лигури, а затим и келтска племена Алоброжана и Арверна, па су сами Римљани морали ангажовати своју војску да би их поразили. Овим војним походима Римљани су стекли контролу над галском територијом између Алпа и реке Роне све до Генаве (данас Женева) на северу. Та је територија 121. године п. н. е. претворена у римску провинцију, која се прво називала једноставно „Провинција“ (одатле данашњи назив Прованса). Римска област затим је проширена на запад када су 118. п. н. е. Римљани основали колонију Нарбон, а провинцији променили име у Нарбонска Галија. Отада су Римљани контролисали пут који је водио у Хиспанију преко источних Пиринеја. Нарбон је постао трговачки конкурент грчкој Масилији, која је формално остала независна од римске власти.
Нова претња надвила се над Галијом упадом германских племена Кимбра и Тевтонаца, који су крајем 2. века п. н. е. нанели велика пустошења Галији. Ова је племена коначно поразио Гај Марије 101. године п. н. е., након чега Галија живи мирним животом све до 58. године п. н. е. Те године је Јулије Цезар, након истека свог конзулата 59. године, добио на управу Цисалпијску и Нарбонску Галију. У то је време Галија већ претпрела значајну штету од упада германских племена под вођством Ариовиста, а истовремено је претио и упад племена Хелвећана. До 51. године п. н. е. Цезар је коначно угушио све устанке галских племена који су избили у Галији те је покорио целу Трансалпијску Галију – земљу која је два пута већа од Италије, те у њој организовао провинцијску управу. Поделио је целу земљу на три дела (не рачунајући Нарбонску Галију, која је чинила четврти део): Аквитанију, Келтску Галију и Белгијску Галију.
Коначно уређење Галије довршио је Октавијан Август након успостављања принципата. Између 27. и 13. године п. н. е. Нарбонска је Галија постала сенатска провинција. Остала три дела, која се често скупним именом називају „Косматом Галијом“ била су спојена у једну царску провинцију, али је она касније поново подељена на три дела, при чему су границе између провинција намерно пресецале исте етничке групе како би се онемогућила етничка компактност у оквиру једне провинције. Тада је нестало Келтске Галије, а уместо ње основана је Лугдунска Галија, названа тако по новоснованом граду Лугдуну (данас Лион).

### Романизација
Романизација Трансалпијске Галије текла је веома брзо, чему је можда помогао и вишевековни контакт с Грцима у Масилији. Нови градови су подигнути на местима ранијих утврђених брдских насеља, изграђене су јавне грађевине и путеви, а Гали су врло брзо схватили све предности романизације. Уведене су и римске идеје те, касније, култ цара, а у Нарбону је установљено средиште провинцијске управе. Од 2. века н. е. у Галију почиње продирати хришћанство, које се тамо коначно учврстило до 4. века. Пошто је језик цркве био латински, хришћанство је значајно допринело нестанку галског језика. У доба позног римског царства Галија је дала неколико значајних римских књижевника, међу којима су Аузоније, Паулин из Ноле и Сидоније. Римска власт у Галији сломила се у 5. веку, када се римска војска повукла из ње и када су ту постепено почела да се оснивају варварска краљевства, од којих се ускоро нарочито издигла Франачка.